# Ben Kingsley
Sir Ben Kingsley Kt CBE (nascido Krishna Pandit Bhanji, Scarborough, 31 de dezembro de 1943) é um ator britânico de ascendência indiana (gujarati) e russo-judaica. Em 1983 foi premiado com o Globo de Ouro, o BAFTA e o Oscar de melhor ator pelo papel de Mahatma Gandhi no filme Gandhi.

## Carreira
O seu pai, Rahimtulla Pandit Bhanji, foi um médico de ascendência indiana nascido no Quênia, e a sua mãe, Anna Lyna Mary Bhanji, uma modelo e atriz. Kingsley começou a sua carreira no palco, mas iniciou-se cedo no cinema. O seu primeiro filme, "Fear is the Key", de 1972, não foi um sucesso. Kingsley alcançaria a fama em 1982, interpretando o papel de Mahatma Gandhi no filme Gandhi, vencedor de vários prêmios da Academia, incluindo um de melhor ator para o próprio. Os ancestrais do seu pai tinham vindo do estado indiano do Gujarate, o mesmo estado de onde era originário o próprio Gandhi, embora fossem muçulmanos e não hindus.
Kingsley conseguiu evitar os estereótipos, interpretando papéis diversificados em filmes como Turtle Diary, Maurice, Pascali's Island, Without a Clue (no papel de Dr. Watson junto com o Sherlock Holmes de Michael Caine), Bugsy (nomeação para o Óscar de melhor ator secundário), Quebra de Sigilo, Dave - Presidente por um Dia, Lances Inocentes, A Lista de Schindler, A Morte e a Donzela, Murderers Among Us: The Simon Wiesenthal Story, Sexy Beast (outra nomeação para o Oscar para Melhor Ator Secundário) e Casa de Areia e Névoa (nomeação para o Óscar de melhor ator) como também um papel em José (filme bíblico onde interpretava um alto oficial do faraó do Egito, Potifar).
Kingsley também apareceu com frequência na televisão, tendo sido o seu primeiro papel uma aparição fugaz em Coronation Street e no telefilme de 1995 Moisés no papel principal.
Aparece no filme Guerra S.A. Faturando Alto, junto com Hilary Duff, John Cusack e Marisa Tomei. Em Homem de Ferro 3, de 2013, o ator aparece como Trevor Slattery, o suposto Mandarim. Além disso, Kingsley também já narrou documentários, como "História das Religiões".
Em 2016 deu a sua voz no filme Mogli - O Menino Lobo.

## Filmografia

### Filmes
| Ano  | Título                                     | Personagem                 |
| ---- | ------------------------------------------ | -------------------------- |
| 1972 | Fear Is the Key                            | Royale                     |
| 1982 | Gandhi                                     | Mahatma Gandhi             |
| 1983 | Traição                                    | Robert                     |
| 1985 | Harem                                      | Selim                      |
| 1986 | Turtle Diary                               | William Snow               |
| 1987 | Maurice                                    | Lasker-Jones               |
| 1988 | Pascali's Island                           | Basil Pascali              |
| 1988 | Without a Clue                             | Dr. John Watson            |
| 1988 | Testimony — The Story of Shostakovich      | Dmitri Shostakovitch       |
| 1988 | Lenin...The Train                          | Lenin                      |
| 1989 | Slipstream                                 | Avatar                     |
| 1990 | The 5th Monkey                             | Cunda                      |
| 1990 | A Violent Life                             | Governor                   |
| 1991 | Bugsy                                      | Meyer Lansky               |
| 1991 | Necessary Love                             | Ernesto                    |
| 1992 | Quebra de Sigilo                           | Cosmo                      |
| 1992 | Freddie as F.R.O.7                         | Freddie, o Sapo            |
| 1993 | Lances Inocentes                           | Bruce Pandolfini           |
| 1993 | Dave - Presidente por um Dia               | Gary Nance                 |
| 1993 | A Lista de Schindler                       | Itzhak Stern               |
| 1994 | A Morte e a Donzela                        | Dr. Roberto Miranda        |
| 1995 | Joseph A Experiência                       | Potiphar Xavier Fitch      |
| 1995 | Moisés (minissérie)                        | Moisés                     |
| 1996 | Twelfth Night                              | Feste                      |
| 1997 | The Assignment                             | Amos                       |
| 1997 | Photographing Fairies                      | Templeton                  |
| 1999 | The Confession                             | Harry Fertig               |
| 1999 | Parting Shots                              | Renzo Locatelli            |
| 1999 | CNN Millennium                             | Narrador                   |
| 2000 | Spooky House                               | The Great Zamboni          |
| 2000 | What Planet Are You From?                  | Graydon                    |
| 2000 | Rules of Engagement                        | Mourain                    |
| 2000 | Islam: Empire of Faith                     | Narrador                   |
| 2000 | Sexy Beast                                 | Don Logan                  |
| 2001 | A.I. - Inteligência Artificial             | Especialista               |
| 2002 | The Triumph of Love                        | Hermocrates                |
| 2002 | Vivendo na Eternidade                      |                            |
| 2003 | Casa de Areia e Névoa                      | Massoud Behrani            |
| 2004 | Thunderbirds                               | "The Hood"                 |
| 2004 | Suspect Zero                               | Benjamin O'Ryan            |
| 2005 | O Som do Trovão                            | Charles Hatton             |
| 2005 | Oliver Twist                               | Fagin                      |
| 2005 | BloodRayne                                 | Kagan                      |
| 2006 | Xeque-Mate                                 | Rabbi                      |
| 2007 | You Kill Me                                | Frank Falenczyk            |
| 2007 | A Última Legião                            | Ambrosinus                 |
| 2007 | The Ten Commandments                       | Narrador                   |
| 2008 | Elegy                                      | David Kepesh               |
| 2008 | Guerra S.A. Faturando Alto                 | Walken                     |
| 2008 | O Guru do Amor                             | Guru Tugginmypudha         |
| 2008 | Doidão                                     | Dr. Squires                |
| 2008 | Expresso Transiberiano                     | Grinko                     |
| 2008 | China's Stolen Children                    | Narrador                   |
| 2008 | O Espião                                   | Fergus                     |
| 2009 | Noah's Ark: The New Beginning              | Narrador                   |
| 2009 | Journey to Mecca                           | Narrador                   |
| 2010 | Ilha do Medo                               | Dr. John Cawley            |
| 2010 | Teen Patti                                 | Perci Trachtenberg         |
| 2010 | Príncipe da Pérsia: As Areias do Tempo     | Nizam                      |
| 2010 | 1001 Inventions and the Library of Secrets |                            |
| 2011 | A Invenção de Hugo Cabret                  | Georges Méliès             |
| 2011 | The Desert of Forbidden Art                | Narrador                   |
| 2011 | Beatles Stories                            | Ele mesmo                  |
| 2012 | O Ditador                                  | Tamir                      |
| 2012 | A Therapy                                  | Therapist                  |
| 2013 | Homem de Ferro 3                           | Trevor Slattery / Mandarim |
| 2013 | Ender's Game                               | Mazer Rackham              |
| 2013 | A Common Man                               | O homem                    |
| 2013 | Walking with the Enemy                     | Regent Horthy              |
| 2013 | O Físico                                   | Ibn Sina                   |
| 2013 | A Birder's Guide to Everything             | Lawrence Conrad            |
| 2014 | Todos Saúdem o Rei                         | Trevor Slattery            |
| 2014 | História de Guerra                         | Albert                     |
| 2014 | Os Boxtrolls                               | Archibald Snatcher         |
| 2014 | Learning to Drive                          | Darwan                     |
| 2014 | Stonehearst Asylum                         | Silas Lamb                 |
| 2014 | Êxodo: Deuses e Reis                       | Nun                        |
| 2014 | Uma Noite no Museu 3 - O Segredo da Tumba  | Merenkahre                 |
| 2014 | Sob o Domínio dos Robôs                    | Robin Smythe               |
| 2015 | Cavaleiro de Copas                         | Voz                        |
| 2015 | Life                                       | Jack Warner                |
| 2015 | Dragonheart 3: The Sorcerer's Curse        | Drago, o Dragãn            |
| 2015 | Unity                                      | Narrador                   |
| 2015 | Sem Retorno                                | Damian                     |
| 2015 | A Travessia                                | Papa Rudy                  |
| 2016 | Mogli - O Menino Lobo                      | Bagheera                   |
| 2016 | Busca sem Limites                          | Geran                      |
| 2017 | The Ottoman Lieutenant                     | Garrett Woodruff           |
| 2017 | Segurança em Risco                         | Charlie                    |
| 2017 | Máquina de Guerra                          | Hamid Karzai               |
| 2017 | An Ordinary Man                            | General                    |
| 2018 | Backstabbing for Beginners                 | Pasha                      |
| 2018 | Operation Finale                           | Adolf Eichmann             |
| 2018 | Night Hunter                               | Michael Cooper             |
| 2018 | Intrigo: Death of an Author                | Henderson                  |
| 2019 | The Red Sea Diving Resort                  | Ethan Levin                |
| 2019 | Spider in the Web                          | Adereth                    |
| 2021 | Locked Down                                | Malcolm                    |
| 2021 | Shang-Chi e a Lenda dos Dez Anéis          | Trevor Slattery / Mandarim |
| TBA  | The Way of the Wind                        |                            |

### Televisão
| Ano       | Título                                         | Papel                  | Notas |
| --------- | ---------------------------------------------- | ---------------------- | --- |
| 1966      | Pardon the Expression                          | Roy                    | Episódio: "The Switched-On Scene" |
| 1966      | Orlando                                        | Peter Batterby         | 6 episódios |
| 1966–1967 | Coronation Street                              | Ron Jenkins            | 5 episódios |
| 1973      | The Adventurer                                 | Pierre                 | Episódio: "The Good Book" |
| 1973      | Play for Today                                 | Naseem                 | Episódio: "Hard Labour" |
| 1973      | Full House                                     | "A Misfortune"         | Episódio: "13 January 1973" |
| 1973      | Wessex Tales                                   | Lorde Uplandtowers     | Episódio: "Barbara of the House of Grebe" |
| 1974      | Antony and Cleopatra                           | Thidias                | Filme para TV |
| 1975      | The Love School - Escola do Amor               | Rosetti                | 5 episódios |
| 1976      | Dickens of London                              | Dr. John Elliotson     | 2 episódios |
| 1977      | Velvet Glove                                   | Chakravarti            | Episódio: "The Warrior's Return" |
| 1976–1979 | Crown Court                                    | Jeremy Leigh           | 5 episódios |
| 1978–1979 | BBC2 Playhouse                                 | Ivanov Robert Cibrario | 2 episódios |
| 1982      | The Merry Wives of Windsor                     | Frank Ford             | Filme para TV |
| 1983      | Kean                                           | Edmund Kean            | Filme para TV |
| 1984      | Camille                                        | Duval                  | Filme para TV |
| 1984      | Oxbridge Blues                                 | Geoff Craven           | Episódio: "Sleeps Six" Nomeação: CableACE Award de melhor ator em série dramática |
| 1985      | Silas Marner: o tecelão de Raveloe             | Silas Marner           | Filme para TV Nomeação: BAFTA de Melhor Ator em Televisão |
| 1986      | Stanley's Vision                               | Stanley Spencer        | Filme para TV |
| 1988      | The Secret of the Sahara                       | Sholomon               | 4 episódios |
| 1988      | Lenin: The Train                               | Lenin                  | Filme para TV |
| 1989      | Murderers Among Us: The Simon Wiesenthal Story | Simon Wiesenthal       | Filme para TV Nomeação: Goldene Kamera de melhor ator internacional Nomeação: Globo de Ouro de melhor minissérie ou telefilme Nomeação: Emmy do Primetime de melhor ator em série dramática |
| 1991      | The War That Never Ends                        | Pericles               | Filme para TV |
| 1995      | José                                           | Potiphar               | Filme para TV Nomeação: CableACE Award de melhor ator coadjuvante em filme ou minissérie Nomeação: Emmy do Primetime de melhor ator coadjuvante em série dramática |
| 1995      | Moisés                                         | Moisés                 | Filme para TV |
| 1997      | Weapons of Mass Distraction                    | Julian Messenger       | Filme para TV Nomeação: CableACE Award de melhor ator coadjuvante em filme ou minissérie |
| 1998      | O Barbeiro de Londres                          | Sweeney Todd           | Filme para TV Nomeação: Prêmio Screen Actors Guild de melhor ator em minissérie ou telefilme |
| 1998      | Crime and Punishment                           | Porfiry                | Filme para TV |
| 1999      | Alice no País das Maravilhas                   | Major Caterpillar      | Filme para TV |
| 2001      | Anne Frank: The Whole Story                    | Otto Frank             | 2 episódios Prêmio Screen Actors Guild de melhor ator em minissérie ou telefilme Nomeação: Prêmio American Film Institute de ator do ano em filme ou minissérie Nomeação: Emmy do Primetime de melhor ator em série dramática Nomeação: Globo de Ouro de melhor minissérie ou telefilme Nomeação: Prêmio Satellite de melhor ator em minissérie ou telefilme |
| 2005      | Mrs. Harris                                    | Herman Tarnower        | Filme para TV Nomeação: Globo de Ouro de melhor ator em minissérie ou telefilme Nomeação: Emmy do Primetime de melhor ator em série dramática Nomeação: Prêmio Satellite de melhor atriz em minissérie ou filme de televisão |
| 2006      | Família Soprano                                | Ele mesmo              | Episódio: "Luxury Lounge" |
| 2014      | Garfunkel & Oates                              | Ele mesmo              | Episódio: "The Fadeaway" |
| 2015      | Tut                                            | Ay                     | 3 episódios Nomeação: Prêmio Screen Actors Guild de melhor ator em minissérie ou telefilme |
| 2018      | Watership Down                                 | General Woundwort      | Voz 4 episódios |
| 2019      | Perpetual Grace, LTD                           | Pastor Byron Brown     | 10 episódios |
| 2025      | Wonder Man                                     | Trevor Slattery        | Original Disney+ |

### Videogames
| Ano  | Título                    | Papel           |
| ---- | ------------------------- | --------------- |
| 1995 | Kiyeko and the Lost Night | Storyteller     |
| 1997 | Ceremony of Innocence     | Victor Frolatti |
| 2010 | Fable III                 | Sabine          |

## Vida pessoal
Divorciou-se de Alexandra Christmann, em Berlim, e vive em Spelsbury, na Inglaterra, casado com a atriz brasileira Daniela Lavender.